# Livsmedelsaffär

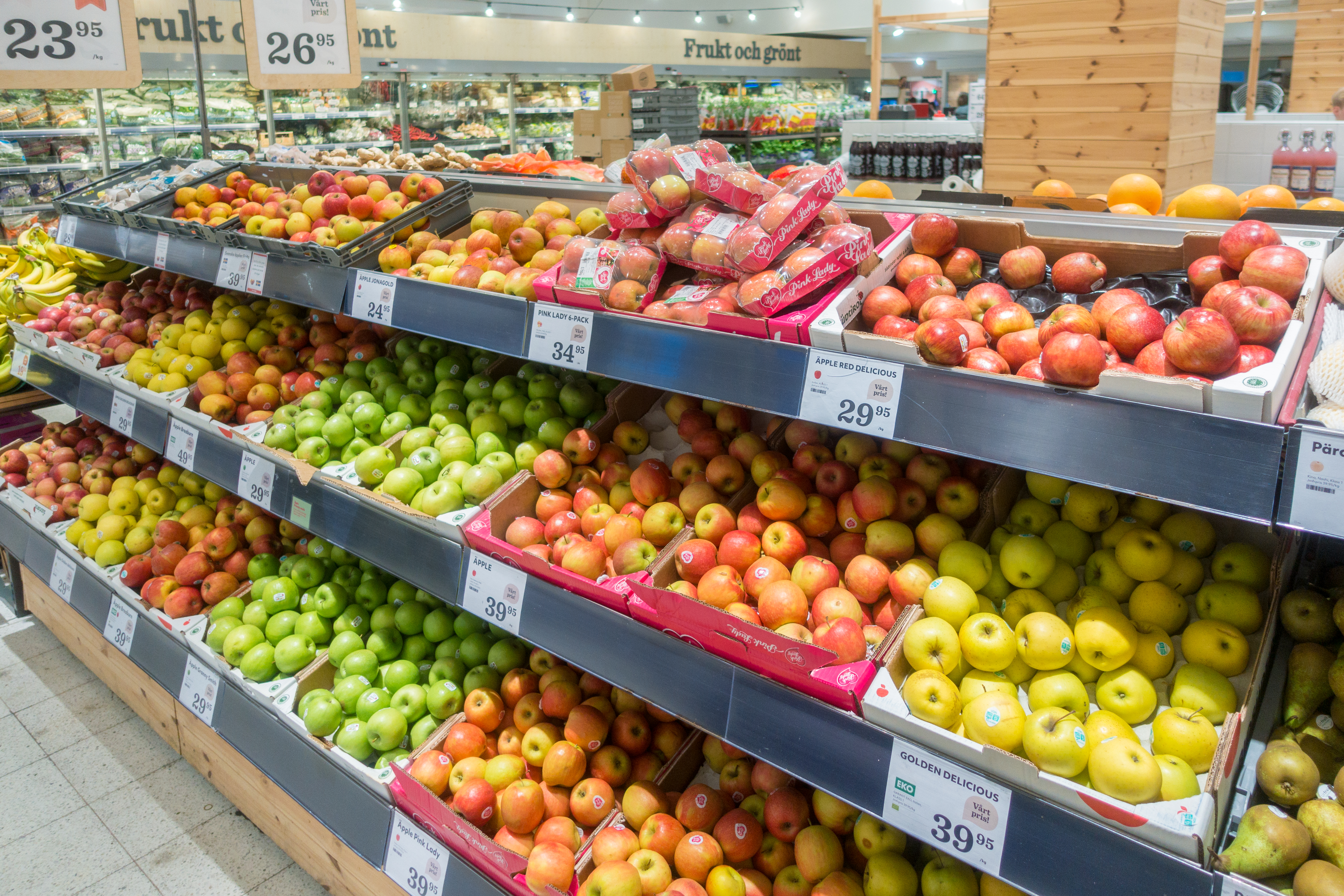
Modern livsmedelsbutik med frukt- och grönsaksdiskar i Stockholm 2020.

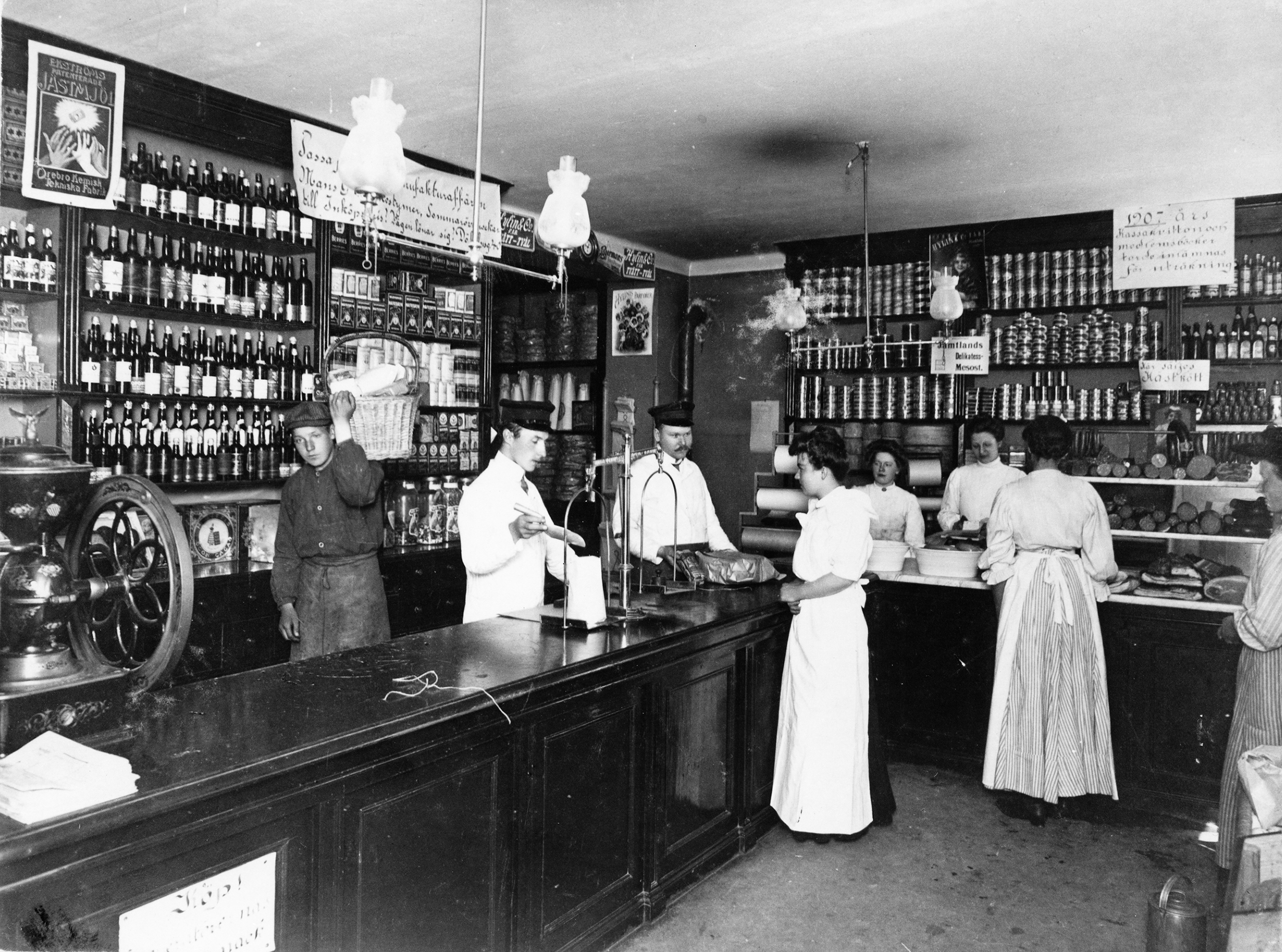
Interriör från livsmedelsbutiken Thule, filial 3, på St Paulsgatan i Stockholm - Nordiska Museet - NMA.0054040

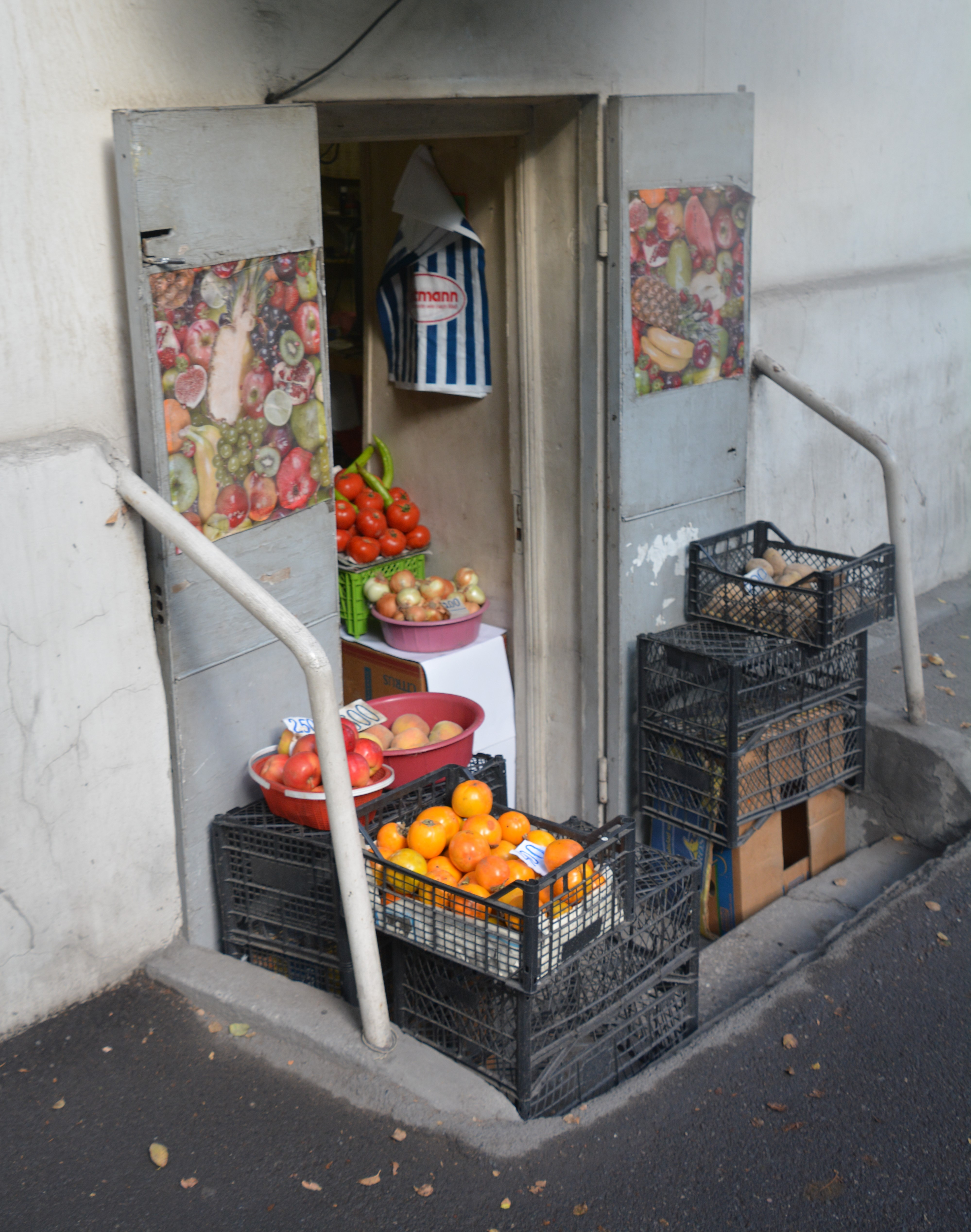
Frukt- och grönsaksbutik typ "hål i väggen" i Jerevan i Armenien

En livsmedelsaffär, också kallad livsmedelsbutik och mataffär, är en butik som saluför livsmedel. Handlaren, ägaren av livsmedelsbutiken, lagerhåller ett sortiment av matvaror som säljs till kunder.
Vissa livsmedelsbutiker håller ibland även andra varor till försäljning, till exempel kläder, leksaker och hushållsartiklar.

## Historik
Det äldre ordet speceriaffär syfta på försäljning av torrvaror, specerier. När snabbköpen, butiker där kunden själv plockar ihop sin varor från hyllorna, kom blev ordet speceriaffär ibland synonymt med en butik med gammaldags betjäning över disk. 

## Svenska livsmedelskedjor

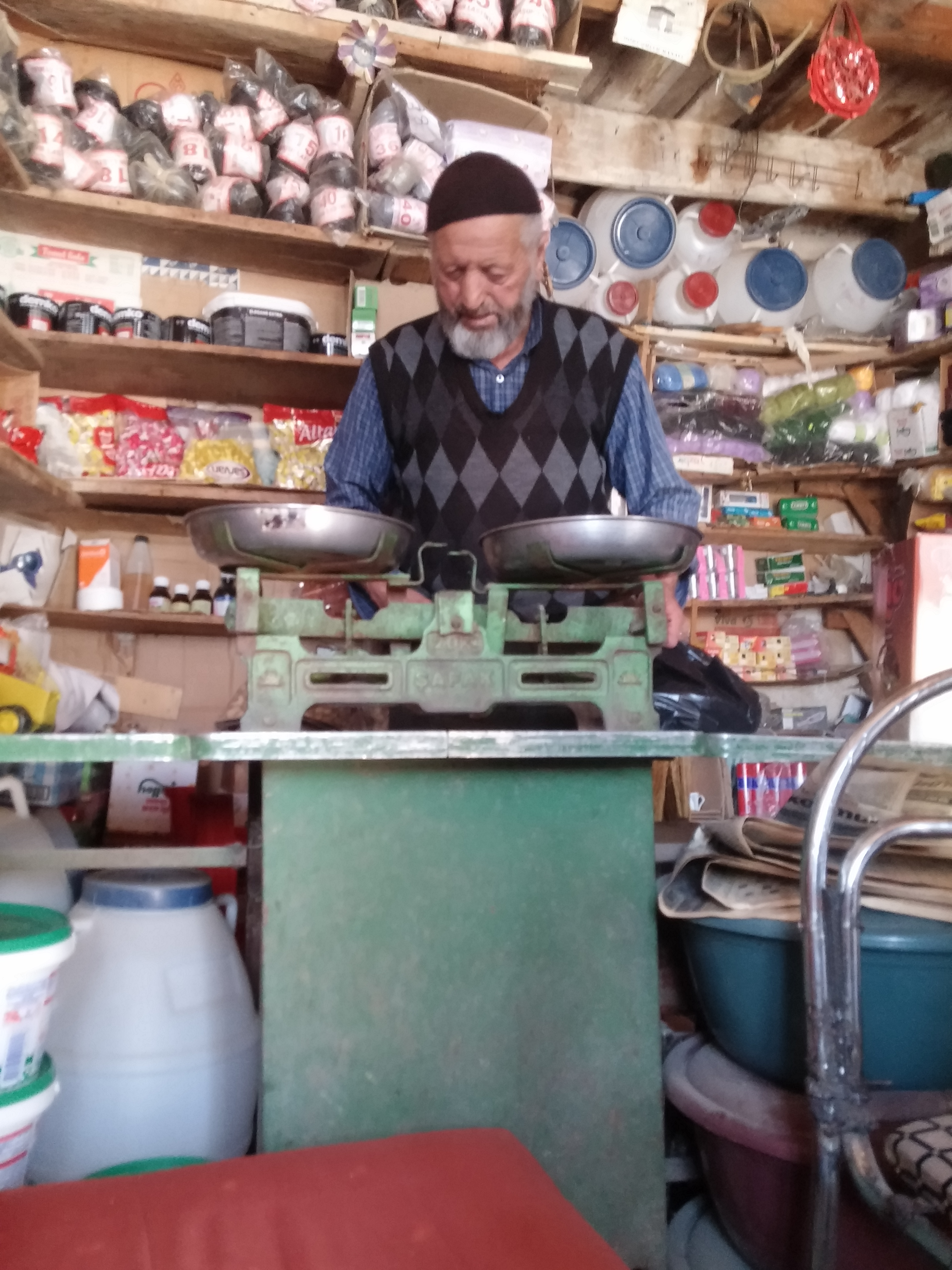
Dagligvarubutik i Turkiet

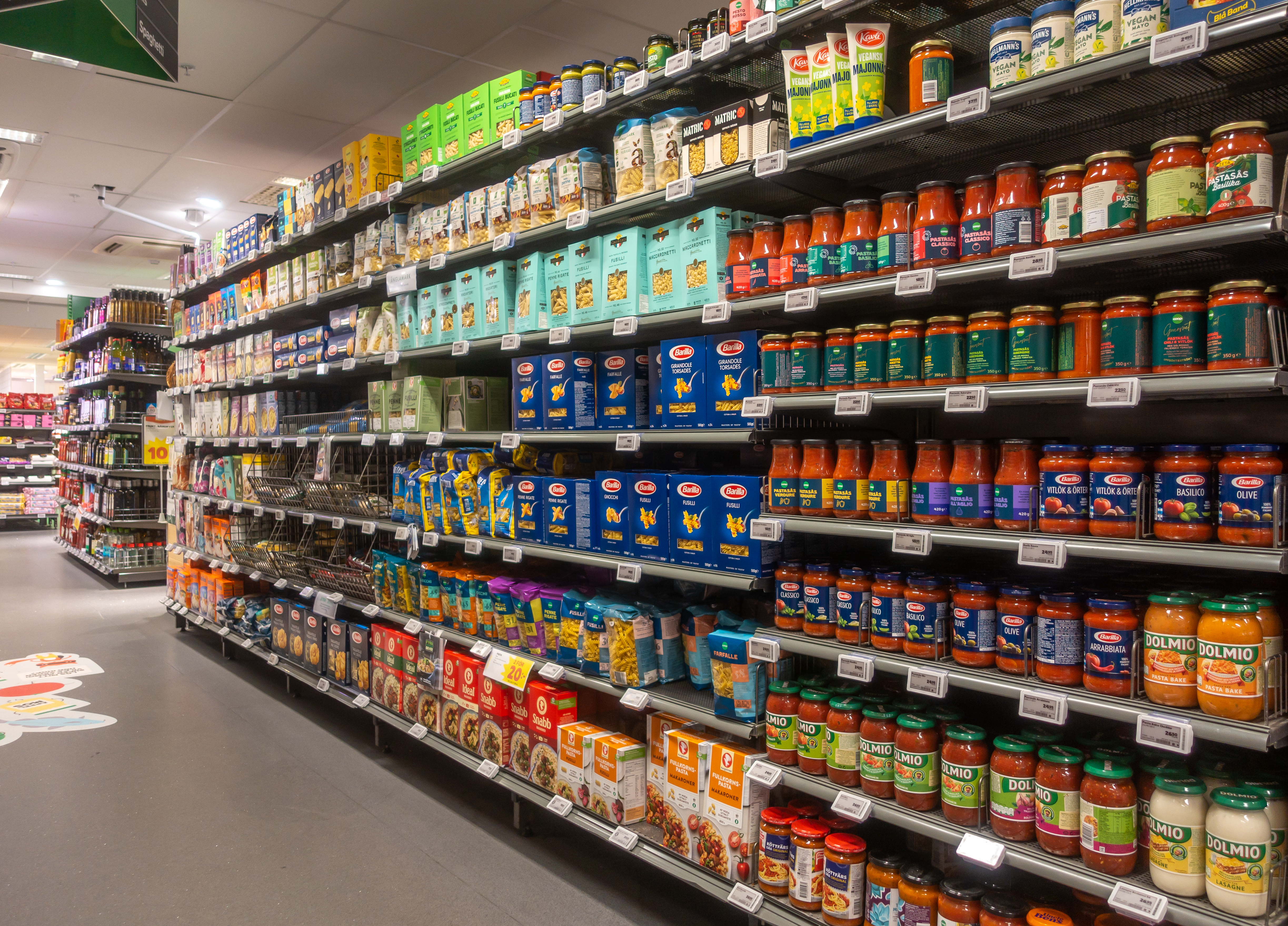
Livsmedelsaffär i Sverige.

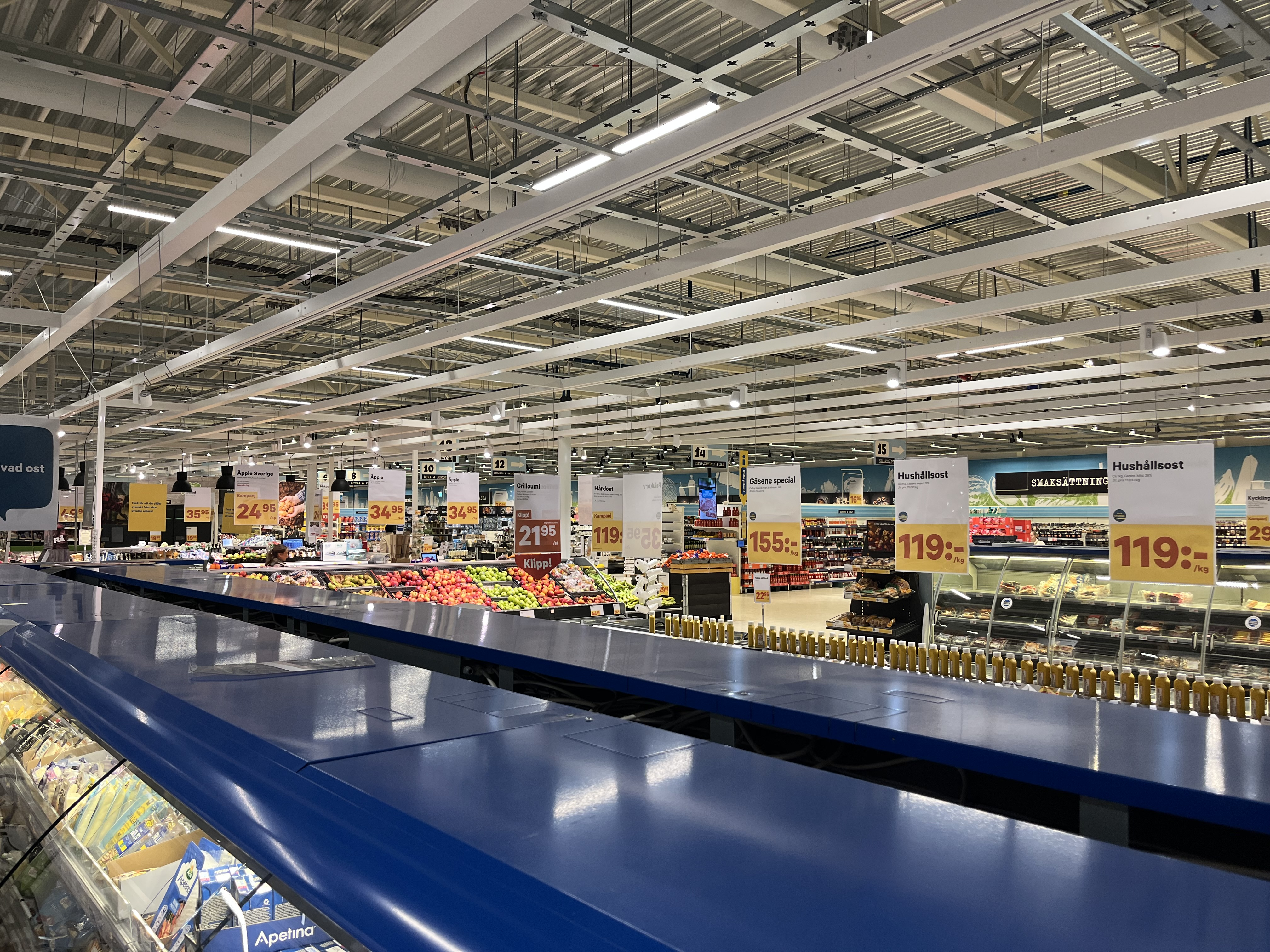
En City Gross livsmedelsbutik

Majoriteten av alla stora och medelstora svenska livsmedelsbutiker tillhör någon livsmedelskedja. Svenska livsmedelshandeln domineras av fyra livsmedelskedjor: Axfood, Coop, ICA och Lidl.
Dessutom finns en del mindre aktörer såsom Menigo, PEKÅS och Reitan Convenience.

### Livsmedelsbutiker
Flera av livsmedelskedjorna håller sig med flera typer av butikskategorier.

Här ett urval av butiker under respektive livsmedelskedja.

#### Axfood[1]
- City Gross
- Direkten
- Eurocash
- Handlar'n
- Hemköp
- Matöppet
- Tempo
- WiLLY:S
- WiLLY:S Hemma

#### Bergendahls
- EKO Stormarknad

#### Coop[2]
- Coop
- Coop Daglivs (endast i Stockholm)
- Coop Konsum
- Coop Nära
- Stora Coop
- X:-TRA

#### EMAB
- Frendo
- Gulf (Bensinstationsbutik)

#### Gekås Ullared[3]
Har endast en butik i eget namn.

#### ICA[4]
- ICA Kvantum
- ICA Malmborgs[5] (endast i Lund och Malmö)
- ICA Maxi
- ICA Nära
- ICA Supermarket

#### Lidl[6]
Har endast en butikskategori i eget namn.

#### Menigo[7]
- Nära Dej
- Time

#### PEKÅS[8]
Har endast en butikskategori i eget namn.

#### Reitan Convenience[9]
- 7-Eleven
- Pressbyrån

## Varianter på livsmedelsbutiker
- Charkuteri, en köttbod specialiserad på berett kött som korv.
- Delikatessbutik, en specialaffär för beredda livsmedel som: charkvaror, ost, kex och liknande kolonialvaror.
- Frukthandel, för frukt och grönt.
- Gårdsbutik
- Lanthandel
- Snabbköp
- Stormarknad